# Franca Helg

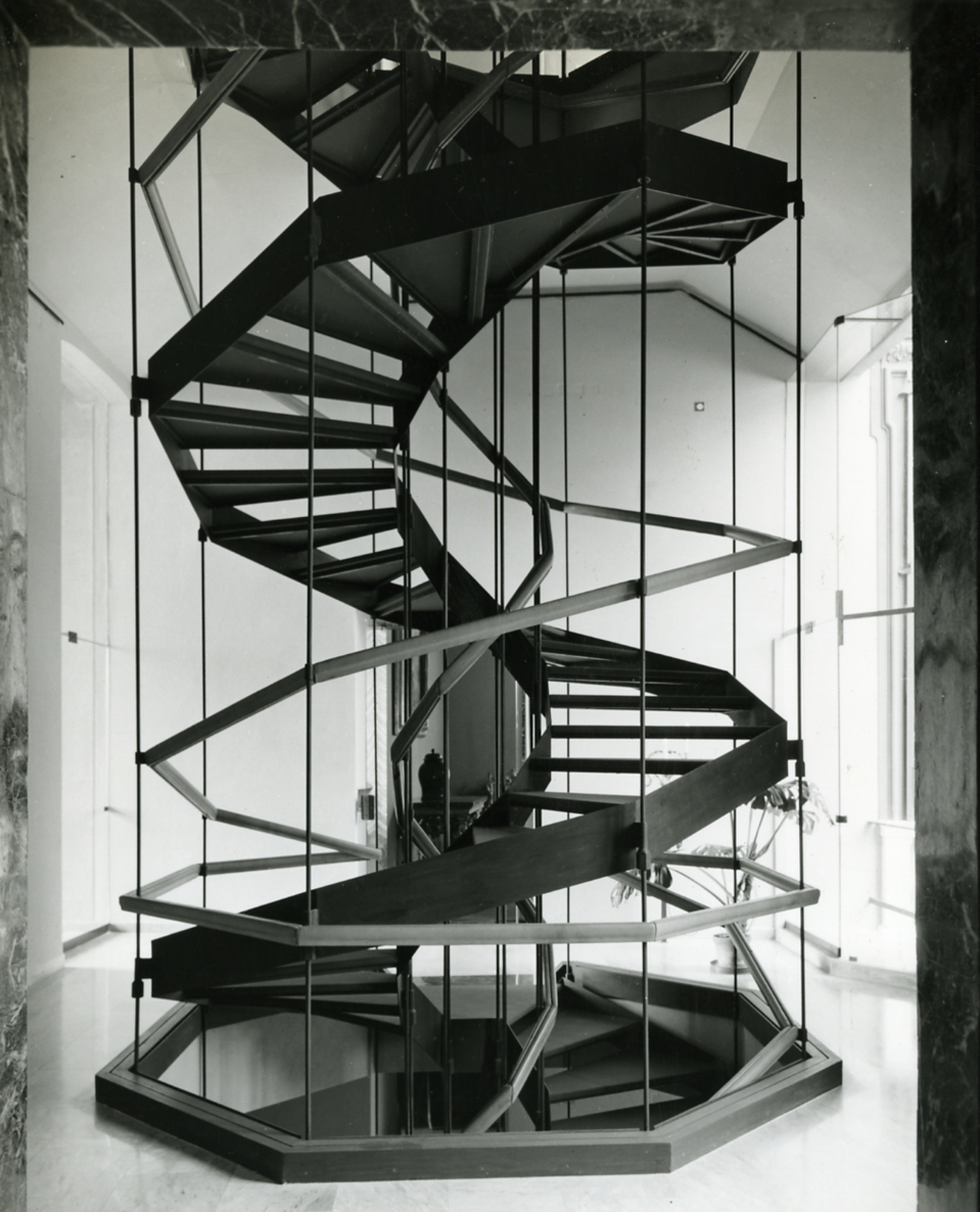
Franco Albini y Franca Helg, Palazzo Rosso, Génova

Franca Helg (Milán, 21 de febrero de 1920 - ibídem,  4 de junio de 1989) fue una arquitecta y diseñadora italiana. Formó parte activa de la generación de arquitectos e intelectuales que protagonizaron la reconstrucción físico-cultural de las ciudades italianas después de la Segunda Guerra Mundial. Helg trabajó y desarrolló un interesante proceso de inversión y articulación de los preceptos modernos con modelos tradicionales de producción industrial y preexistencias arquitectónicas en las ciudades.

## Primeros años
La arquitecta Franca Helg se graduó en la Escuela de Arquitectura del Politécnico de Milán en 1945. Realizó una primera experiencia profesional en el estudio BBPR (Gian Luigi Banfi, Lodovico Barbiano di Belgiojoso, Enrico Peressutti, Ernesto Nathan Rogers).

## Trayectoria profesional
En 1952, Franca Helg y Franco Albini comenzaron a trabajar juntos y recorrieron un fructífero y exitoso camino profesional en el campo de la proyectación arquitectónica, la rehabilitación y refuncionalización de edificios históricos, la planificación urbana y el diseño industrial.
Investigación y creatividad fueron grandes aliados de la sociedad Albini-Helg y ambos arquitectos compartieron el objetivo de integrar el oficio artesanal y diseño al detalle en los procesos de producción masiva, ya fuera en el campo de la arquitectura o el diseño industrial. La dimensión tecnológica y seriada del proyecto arquitectónico fue también un foco de atención constante. No sólo en la búsqueda de la repetición o extensión de modelos construidos, sino más bien en la capacidad de encontrar soluciones técnicas plausibles de ser aplicadas en diversas escalas, entornos y programas arquitectónicos.
A principios de la década del sesenta se incorporaron a la sociedad los arquitectos Antonio Piva, en 1962, y Marco Albini, en 1965. Luego del fallecimiento de Franco Albini, en 1977, el equipo de trabajo continuó la labor proyectual bajo el liderazgo de Helg.
Franca Helg desplegó su talento no sólo en el desempeño profesional sino especialmente en el ámbito académico. Estuvo a cargo de la Cátedra de Proyectos Arquitectónicos III en el Departamento de Arquitectura del Politécnico de Milán. Impartió clases de diseño en la Universidad Técnica de Múnich y en la Facultad de Arquitectura de la Universidad Católica de Córdoba, Argentina. Brindó seminarios de especialización en diseño en Perú, Ecuador, Colombia, Brasil y España. La docencia fue para Helg la oportunidad de extender y compartir sus convicciones; animó a los estudiantes a la búsqueda y construcción de modelos de acción y pensamiento auténticos y personales. Y su huella marcó y guio a varias generaciones de arquitectos.
Albini-Helg trabajaron en diseños especiales para diferentes firmas: objetos de Brionvega, Cassina, Arflex, Arteluce y Poggi, entre otros, llevan su sello. Franca Helg estuvo especialmente involucrada en los procesos creativos y de producción para las empresas Vittorio Bonacina y San Lorenzo. Para Vittorio Bonacina, empresa dedicada al trabajo del mimbre (il giunco e il midollino), Helg diseñó y construyó planos de despiece y morfología de equipamiento a escala 1:1 que fueron utilizados como matrices para el moldeo y conformado en curva de las diferentes piezas. La arquitecta seguía de cerca cada instancia del proceso llevado a cabo por artesanos del oficio. Le interesaba especialmente articular las técnicas tradicionales de trabajo del material con las nuevas posibilidades de expresión y manipulación del mismo. El trabajo de la línea (mimbre) que se transforma en curva y juntas en volumen, recreó un universo de posibilidades plásticas bajo la personalidad creativa de Franca Helg.
En 1970, Helg recibió la invitación de San Lorenzo, tradicional empresa dedicada al trabajo de platería, para proponer y diseñar objetos que recualificaran el preciado metal. Diseñó vajilla, piezas de joyería y objetos especiales en plata que en la actualidad integran preciadas colecciones de la firma.

## Obras y proyectos destacados

### Restauración, Refuncionalización
- Museo Palazzo Rosso, Génova[4]
- Monumento Sepolcrale di Margherita di Lussemburgo, en el Museo de San Agostino,Génova
- Diseño interior del Museo del tesoro della cattedrale di San Lorenzo, Génova
- Completamiento del Museo de San Agostino, Génova (1956-1986)
- Museo Eremitani en el convento de los hermanos Eremitani, Padua (1982-1985)
- Museo en el Castillo de Masnago en Varese

### Arquitectura comercial y doméstica
- Casa unifamiliar Zambelli en Forli, Italia
- Escaparate y diseño interior negocio Olivetti, París
- Tiendas La Rinascente, Plaza Fiume, Roma (1957-1961).
- Complejo residencial y de oficinas en Plaza Piccapietra, Génova
- Fuente caracol en atrio del Hotel Cavalieri Hilton
- Complejos residenciales en Milán
- Edificio administrativo y de oficinas SNAM, San Donato Milanese
- Nuevo edificio en las Termas de Luigi Zoja de Salsomaggiore, Parma (1967)

### Infraestructura
- Diseño de las estaciones de la línea 1 de Metro para la Red Metropolitana de Milán; diseño gráfico de Bob Noorda. (1962-1963).
- Diseño de la estación de metro Molino Dorino (1980-1985) para la Red Metropolitana de Milán.

## Reconocimientos
- Premio Regional IN/ARCH en 1963 por las tiendas de La Rinascente, Roma.[5]
- Premio Compasso d'Oro 1964 por el diseño de las estaciones de Metro de Milán.